# Pseudobalistes flavimarginatus
Pseudobalistes flavimarginatus är en fiskart som först beskrevs av Eduard Rüppell 1829.  Pseudobalistes flavimarginatus ingår i släktet Pseudobalistes och familjen tryckarfiskar. Inga underarter finns listade i Catalogue of Life.